# (386454) 2008 XM
(386454) 2008 XM est un astéroïde Apollon, aréocroiseur, cythérocroiseur et herméocroiseur découvert le 2 décembre 2008 par LINEAR.
Sa distance minimale d'intersection de l'orbite terrestre est de 0,004637 ua soit 693 690 km. Il est classé comme potentiellement dangereux.

## Orbite
(386454) 2008 XM a un périhélie de 0,111 UA et un aphélie de 2,33 UA. Il met 494 jours pour faire le tour du Soleil.

## Passage près de la Terre
(386454) 2008 XM passera à 2 224 500 km de la Terre le 23 mars 2059.